# Warlam Liparteliani

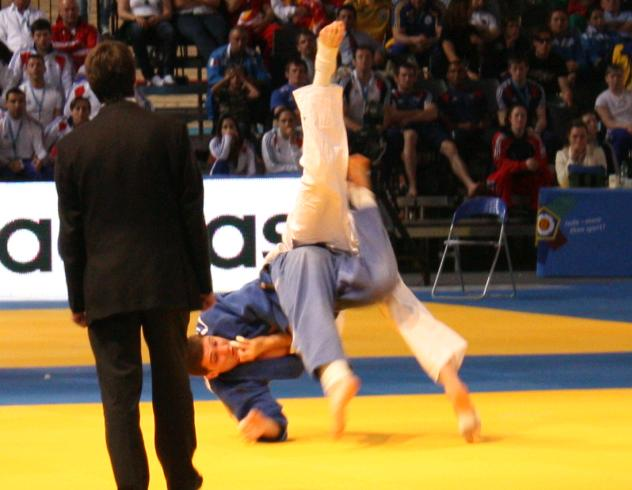
Warlam Liparteliani im Finale des Mannschaftswettbewerbs bei den Judo-Europameisterschaften 2010 in Wien

Warlam Liparteliani (georgisch ვარლამ ლიპარტელიანი; * 27. Februar 1989 in Mtskheta, Niederkartlien) ist ein georgischer Judoka. Bis 2016 trat er im Mittelgewicht (bis 90 kg) an, seither im Halbschwergewicht (bis 100 kg). 2012, 2014 und 2016 war er Europameister.

## Karriere
Liparteliani gewann 2007 die Junioren-Europameisterschaften, in der Erwachsenenklasse erkämpfte er den ersten von bislang drei georgischen Meistertiteln (2007, 2012, 2013). 2008 gewann er in Wien sein erstes Weltcupturnier. Im gleichen Jahr siegte er bei den Junioren-Europameisterschaften und bei den Junioren-Weltmeisterschaften. Mit der georgischen Mannschaft gewann er den Titel bei der Mannschaftsweltmeisterschaft. 2009 erreichte er das Finale bei den Europameisterschaften in Tiflis, nach seiner Niederlage gegen den Weißrussen Andrej Kasussjonak erhielt er die Silbermedaille. Im Jahr darauf unterlag er im Finale bei den Europameisterschaften 2010 in Wien gegen den Schweden Marcus Nyman, mit dem georgischen Team gewann er den Mannschaftswettbewerb. Bei den Weltmeisterschaften 2010 belegte er den fünften Platz. 2011 erhielt er bei den Europameisterschaften in Istanbul die Bronzemedaille sowohl im Einzel als auch mit der Mannschaft. 2012 bei den Europameisterschaften in Tscheljabinsk gewann er beide Titel. Drei Monate danach verlor er bei den Olympischen Spielen in London in der zweiten Runde gegen den Australier Mark Anthony und schied aus.
Bei den Europameisterschaften 2013 in Budapest erreichte Liparteliani im Einzelwettbewerb das Finale, unterlag dort aber gegen den Russen Kirill Denissow, den Mannschaftswettbewerb gewannen die Georgier im Finale gegen die Russen. Im gleichen Jahr erreichte Liparteliani auch das Finale bei den Weltmeisterschaften in Rio de Janeiro, dort unterlag er dem Kubaner Asley González. Im Teamwettbewerb gewannen die Georgier auch im Finale von Rio de Janeiro gegen die Russen. Bei den Europameisterschaften 2014 in Montpellier gewann Liparteliani wieder zwei Goldmedaillen, bei den Weltmeisterschaften in Tscheljabinsk waren es zwei Bronzemedaillen. Die Europameisterschaften 2015 wurden im Rahmen der Europaspiele in Baku ausgetragen, Liparteliani unterlag im Finale des Einzelwettbewerbs gegen Kirill Denissow und auch im Mannschaftsfinale siegten die Russen gegen die Georgier. Bei den Weltmeisterschaften 2015 erhielt Liparteliani wieder zwei Bronzemedaillen. 2016 siegte er bei den Europameisterschaften in Kasan im Finale gegen den Ungarn Krisztián Tóth, die georgische Mannschaft siegte vor den russischen Gastgebern. Bei den Olympischen Spielen in Rio de Janeiro gewann Liparteliani seine ersten vier Kämpfe und verlor dann das Finale gegen den Japaner Mashu Baker.
Nach acht Einzel-Medaillen in Folge bei Europameisterschaften belegte Liparteliani bei den Europameisterschaften 2017 in seiner neuen Gewichtsklasse nur den siebten Platz. Vier Monate später erreichte er das Finale bei den Weltmeisterschaften in Budapest und erhielt nach seiner Niederlage gegen den Japaner Aaron Wolf die Silbermedaille. Ein Jahr später kämpfte sich Liparteliani auch bei den Weltmeisterschaften 2018 in Baku ins Finale, dort unterlag er dem Südkoreaner Cho Gu-ham. Ebenfalls Silber gewann Liparteliani 2019 bei den Europameisterschaften, die im Rahmen der Europaspiele in Minsk ausgetragen wurden. Im Finale unterlag er dem Russen Arman Adamian. Im August 2019 belegte er den siebten Platz bei den Weltmeisterschaften in Tokio. Anfang 2020 unterlag er im Finale des Grand-Slam-Turniers von Paris dem Israeli Peter Paltchik.
Nach der Wettkampfpause wegen der COVID-19-Pandemie erreichte Liparteliani den fünften Platz bei den Europameisterschaften 2020, die im November in Prag ausgetragen wurden. Anfang 2021 gewann er das Masters-Turnier in Doha. Bei den Europameisterschaften 2021 in Lissabon erreichte Liparteliani das Finale und erhielt die Silbermedaille hinter dem Belgier Toma Nikiforov. Anderthalb Monate später unterlag er im Viertelfinale der Weltmeisterschaften in Budapest dem Serben Aleksandar Kukolj. Mit Siegen über Arman Adamian und den Niederländer Michael Korrel erkämpfte Liparteliani eine Bronzemedaille. Bei den Olympischen Spielen in Tokio gewann Liparteliani im Viertelfinale gegen den Kanadier Shady El Nahas. Nach seiner Halbfinalniederlage gegen den Japaner Aaron Wolf unterlag er im Kampf um Bronze dem Russen Nijas Iljassow.